# Kościół św. Józefa w Komańczy
Kościół św. Józefa w Komańczy – drewniany rzymskokatolicki kościół pw. św. Józefa, zbudowany w latach 1949–50, znajdujący się w miejscowości Komańcza.

## Historia obiektu
Pierwszy kościół wybudowano w Komańczy w 1927. 4 XI 1927 ordynariusz przemyski biskup Anatol Nowak erygował nową parafię. W dniu 22 IX 1944 podczas sowieckiego ataku lotniczego na niemieckie pozycje obronne i stację kolejową PKP spłonął  kościół i plebania. W latach 1949–50 został odbudowany według projektu Władysława Powapińskiego. Poświęcony 7 VII 1957, również pod wezwaniem Św. Józefa. W 1993 do bryły kościoła dobudowano słupową, dwukondygnacyjną wieżę kościelną z kruchtą.

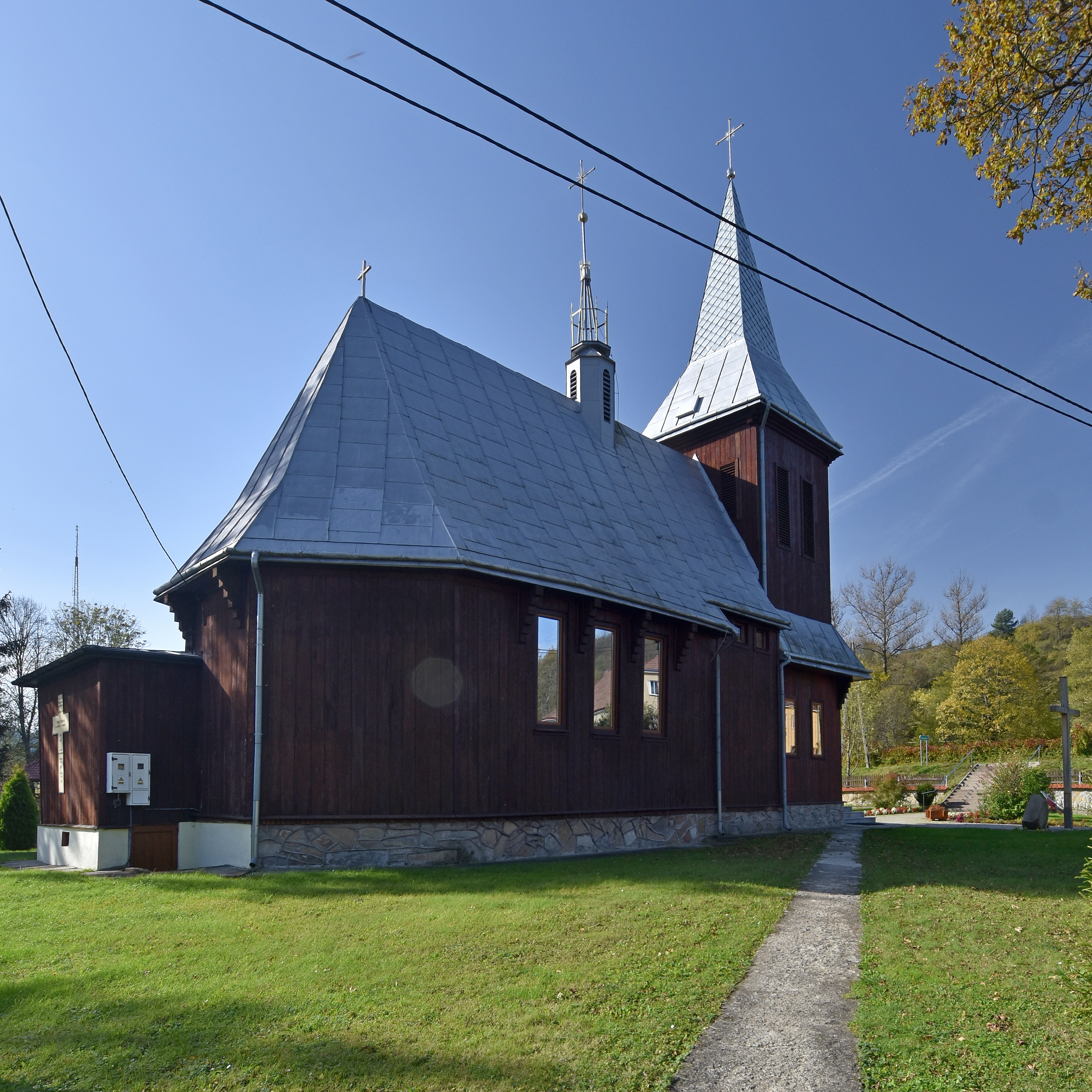
Elewacja boczna
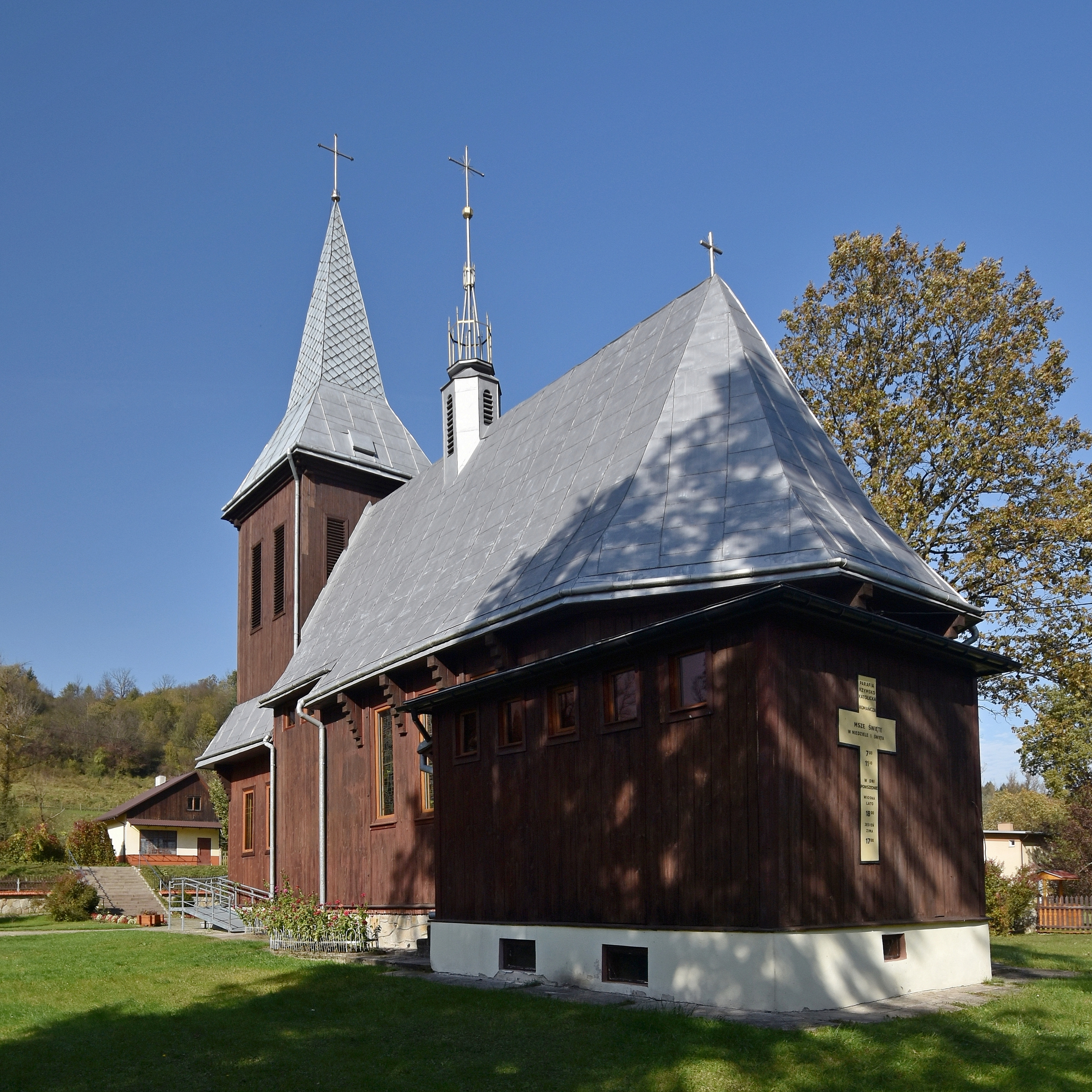
Widok od strony prezbiterium
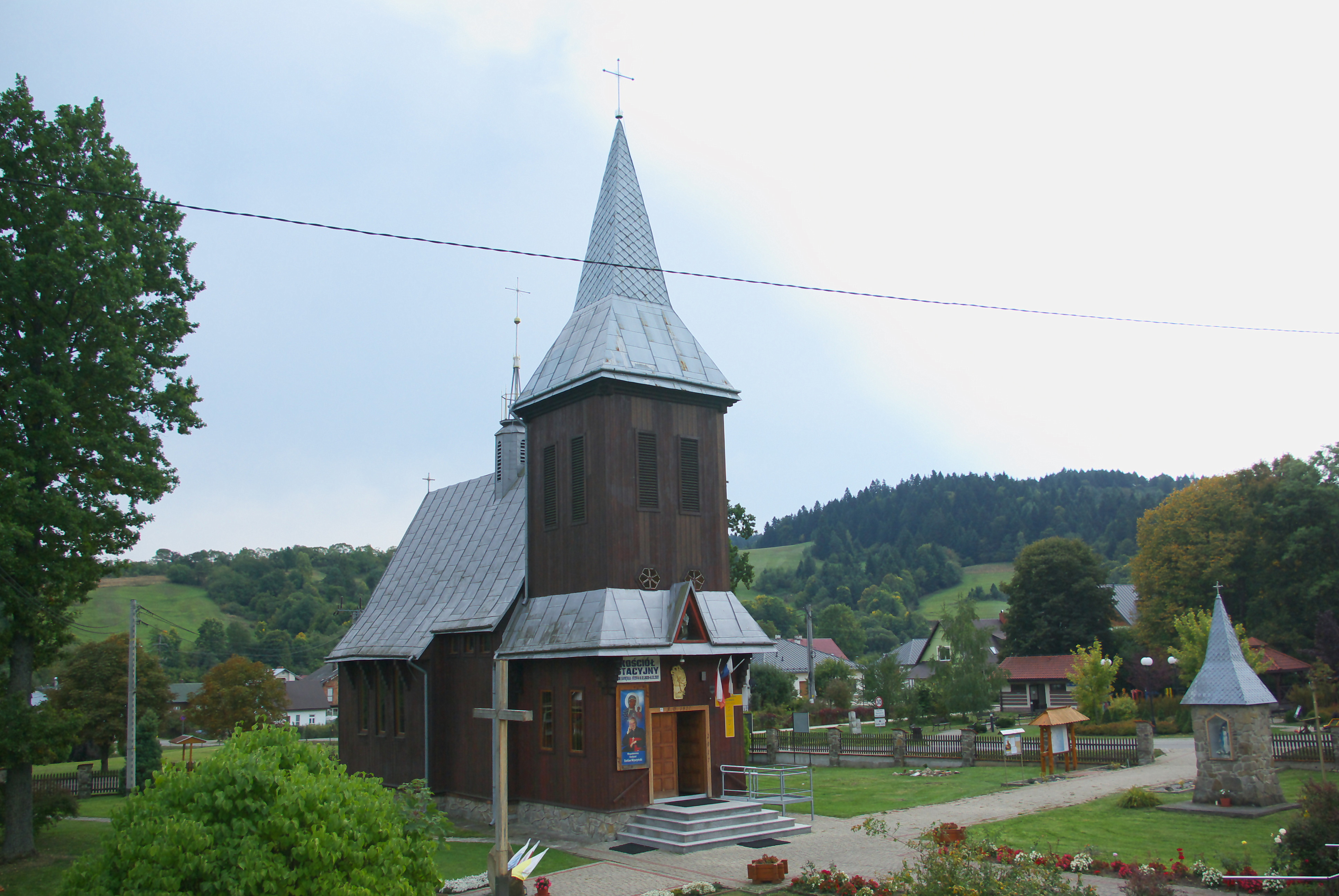
Widok ogólny
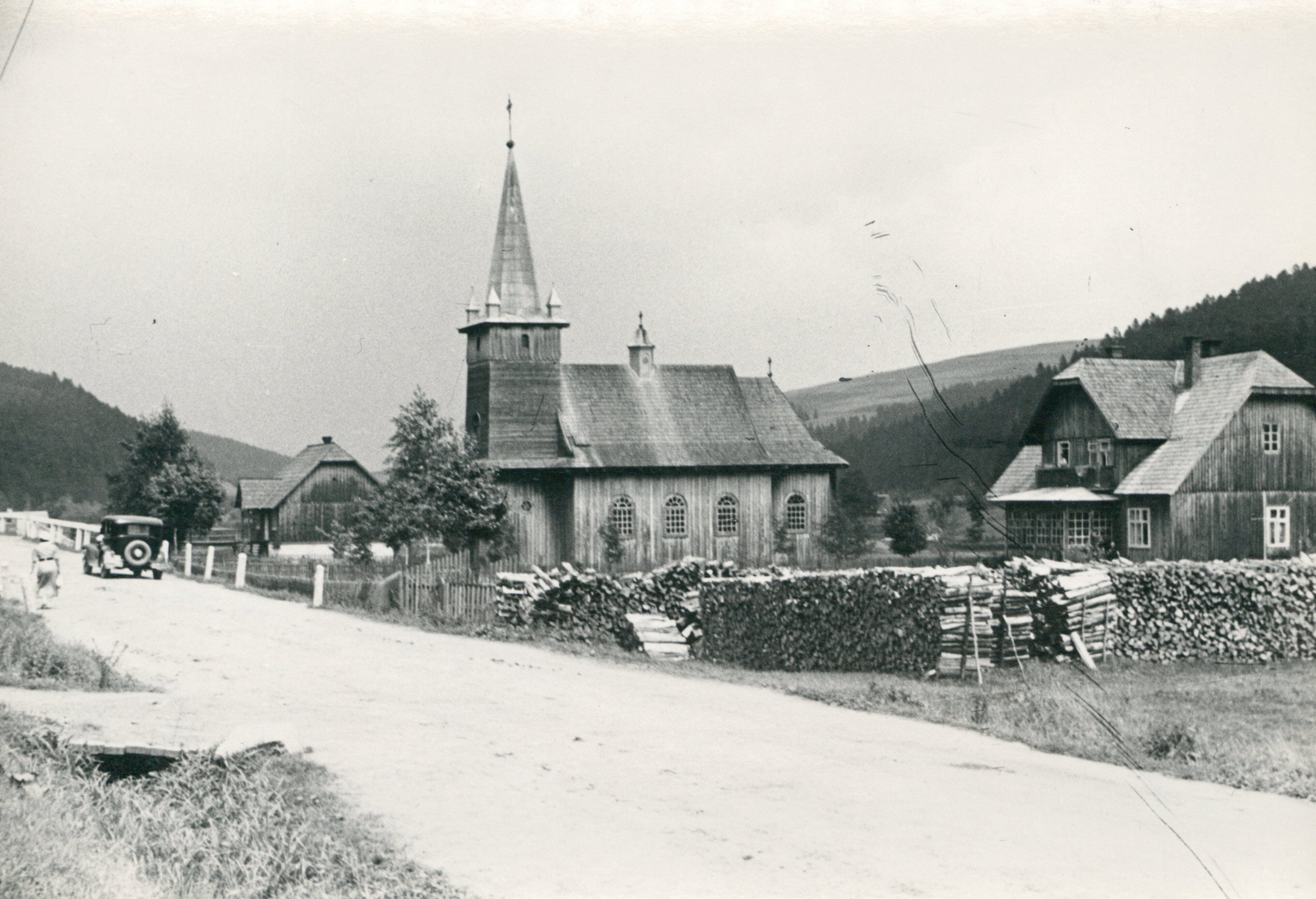
Widok kościoła przed 1936

## Architektura i wyposażenie
Budowla trójdzielna, orientowana. Nawa i trójbocznie zamknięte prezbiterium konstrukcji zrębowej, dwukondygnacyjna wieża konstrukcji słupowej. Ściany oszalowane pionowo deskami i wzmocnione lisicami. Dach podtrzymują wsporniki. Wieża nakryta dachem namiotowym. Nad wejściem rzeźba św. Józefa.
Wyposażenie wnętrza współczesne. W ołtarzu głównym obraz św. Józefa z Dzieciątkiem, a nad nim rzeźbiona w drewnie grupa Pasji. W kruchcie ikona Matki Boskiej Nieustającej Pomocy. Witraże w oknach wykonał artysta plastyk z Krakowa Łukasz Karwowski.